# Ars (Charente)
Ars é uma comuna francesa na região administrativa da Nova Aquitânia, no departamento de Charente. Estende-se por uma área de 11,40 km². Em 2010 a comuna tinha 732 habitantes (densidade: 64,2 hab./km²).